# Catedral da Santíssima Trindade (Auckland)
Catedral de Santíssima Trindade (em inglês: Holy Trinity Cathedral) é um conjunto de Igreja residenciais suburbanos situado em Auckland, Nova Zelândia. A primeira igreja inaugurou em 1849 com a diocese Anglicana de Auckland.